# 赵萃中
赵萃中，沈阳人，是一名清朝政治人物。笔帖式出身。
赵萃中曾于康熙二十八年(1689年)接替王知人任邵武府知府一职，康熙三十七年(1698年)由颜光是接任。